# Vancouver International Film Festival

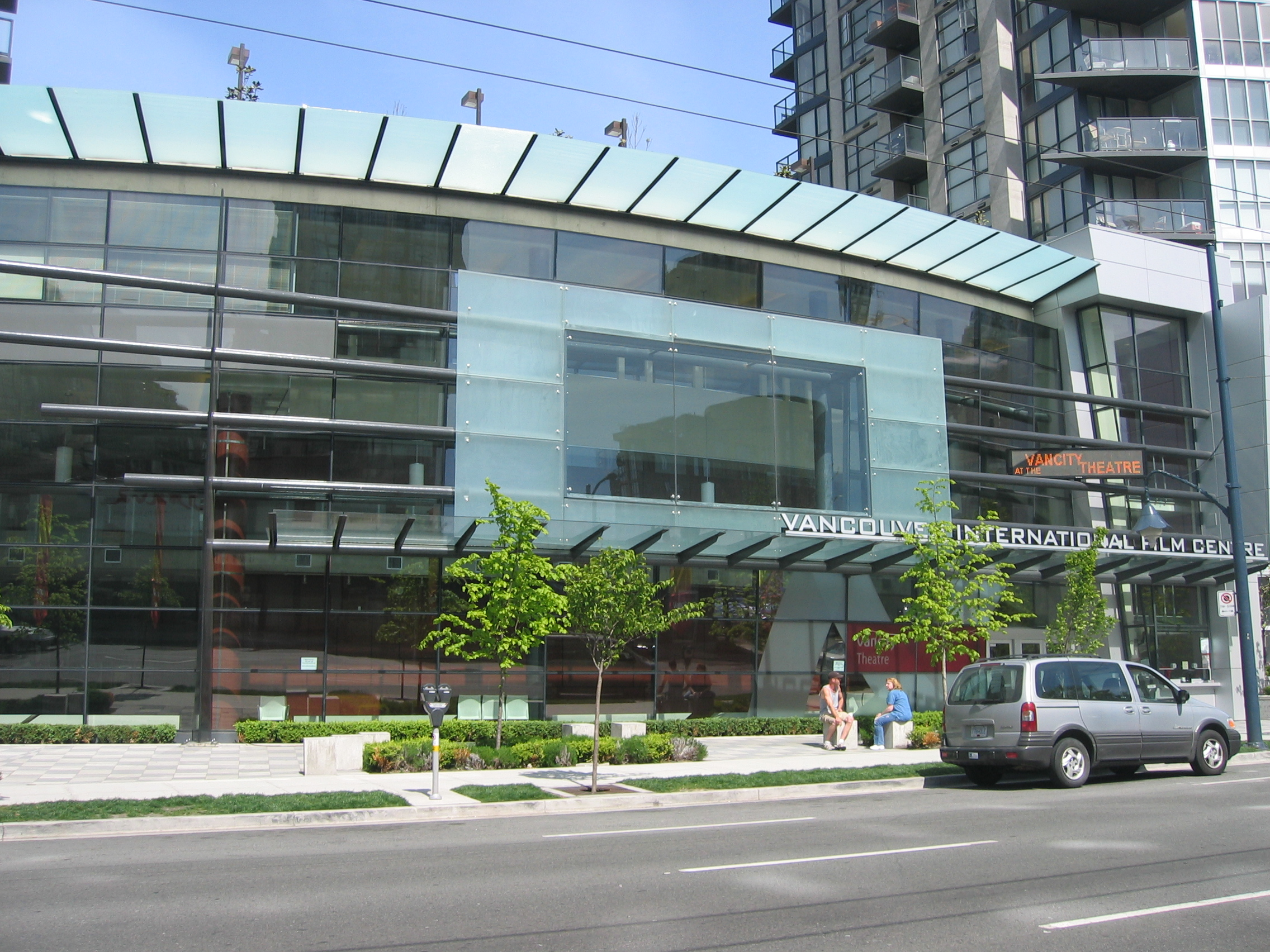
Vancouver International Film Centre, otevřené v roce 2005, slouží během festivalu jako jeho hlavní středisko

Vancouver International Film Festival (zkr. VIFF) je každoroční filmový festival konající se ve Vancouveru v kanadské provincii Britská Kolumbie. Trvá dva týdny, od konce září do začátku října. Festival se ve Vancouveru pořádá od roku 1982, jeho organizátorem je nezisková a charitativní organizace Greater Vancouver International Film Festival Society.
Na festivalu se promítají kanadské i zahraniční filmy. Festival si získal reputaci jakožto odrazový můstek pro mnohé mladé asijských filmaře. V roce 2004 byl největším mimoasijských festivalem, na kterém se promítaly asijské filmy. Významnou část promítaných filmů během konání festivalu tvoří i dokumentární filmy. V roce 2006 bylo na festivalu promítnuto více než 300 filmů z více než 50 zemí světa, z nichž téměř čtvrtina představovala dokumentární filmy.
Od roku 2003 festival každoročně navštíví přes 150 000 diváků. Těsně před zahájením konání festivalu se vždy koná i čtyřdenní konference Vancouver Film and Television Forum, zaměřená na podporu kanadských filmů a kanadské televizní produkce. 